# Ябълково (област Хасково)
 За другото българско село с име Ябълково вижте Ябълково (област Кюстендил).  
Ябълково е село в Южна България, област Хасково, община Димитровград, в долината на река Марица, на 14 км западно от Димитровград и на 26 км посока север – северозапад от Хасково.

## География
Има редовно обслужвана железопътна гара на линията № 1. В близост до селото, в посока на съседното село Сталево е разположен историческият връх Хасара висок 287,5 m, на който се е намира средновековната крепост Милеона и мегалитът „Кралимаркова стъпка“.

## История и археология
На около километър източно от селото, археолози вече четвърта година проучват селищна могила с културни пластове от три епохи – Праистория, Античност и Средновековие. Открити са основите на няколко жилищни сгради, множество ямни структури и интересни предмети от бита на старите обитатели по тези земи. Разкопките се извършват с финансовата подкрепа на НКЖИ, понеже могилата е разположена точно на пътя на жп линията Пловдив – Свиленград, чието разширение предстои.
През 716 г. византийският император Теодосий III Адрамитец сключил мирен договор с българския хан Тервел, който съдържал в клаузите си, че българите имали право законно да владеят областта Загоре с известно нейно разширение, като границата с империята, вече достигала до Милеона в Тракия (разположен на Хасара между селата Ябълково и Сталево, Хасковско). Според преданията цар Иван Асен II на 9 март 1230 г. от това място ръководи битката при Клокотница. В чест на българската победа на Малкия Хасар царят издига църква носеща името на Свети Четиридесет мъченици.
В намиращото се край селото праисторическо селище от ранния неолит отпреди около 6500 години от палеоорнитолога проф. Златозар Боев са открити костни останки от 5 вида птици – ням лебед (Cygnus olor), 2 неопределени до вид гъски от род Amser, лиска (Fulica atra) и домашна кокошка (Gallus gallus f.domestica). Останките от домашни кокошки (4 индивида) са най-древните в България и доказват наличието на птицевъдство още през ранно-неолитно време по българските земи.

## Култура
- 15 юли – празник на селото

## Личности
- Ангел Кукдалев (1879 – 1924), подпредседател на XX ОНС
- Делчо Делчев (1920 – 2007), български партизанин, генерал-майор
- Кирил Иванов (р. 1999), професионален Twitch стриймър и геймър, майстор на шпакловките